# 黑色情人节
黑色情人節（韓語：블랙데이），是每年4月14日的单身节，源於大韩民国，主要由情人節和白色情人節沒收到任何禮物的人慶祝。
在這天，單身人士會聚在一起吃韓式炸醬麵，以此表示對單身者的同情。而韓式炸醬麵多以黑色的炸醬為醬料。
而比較有趣的是在每年的4月14日那一天，南韓大學餐廳裏點炸醬麵的都是單身者。在這天，不少人不只吃黑色的東西，也會穿著黑色的衣服以示單身。